# Balkanstreber
Balkanstreber (Zingel balcanicus) är en fiskart som först beskrevs av Karaman, 1937.  Balkanstreber ingår i släktet Zingel och familjen abborrfiskar. IUCN kategoriserar arten globalt som otillräckligt studerad. Inga underarter finns listade.